# Wimborne Minster (kerk)

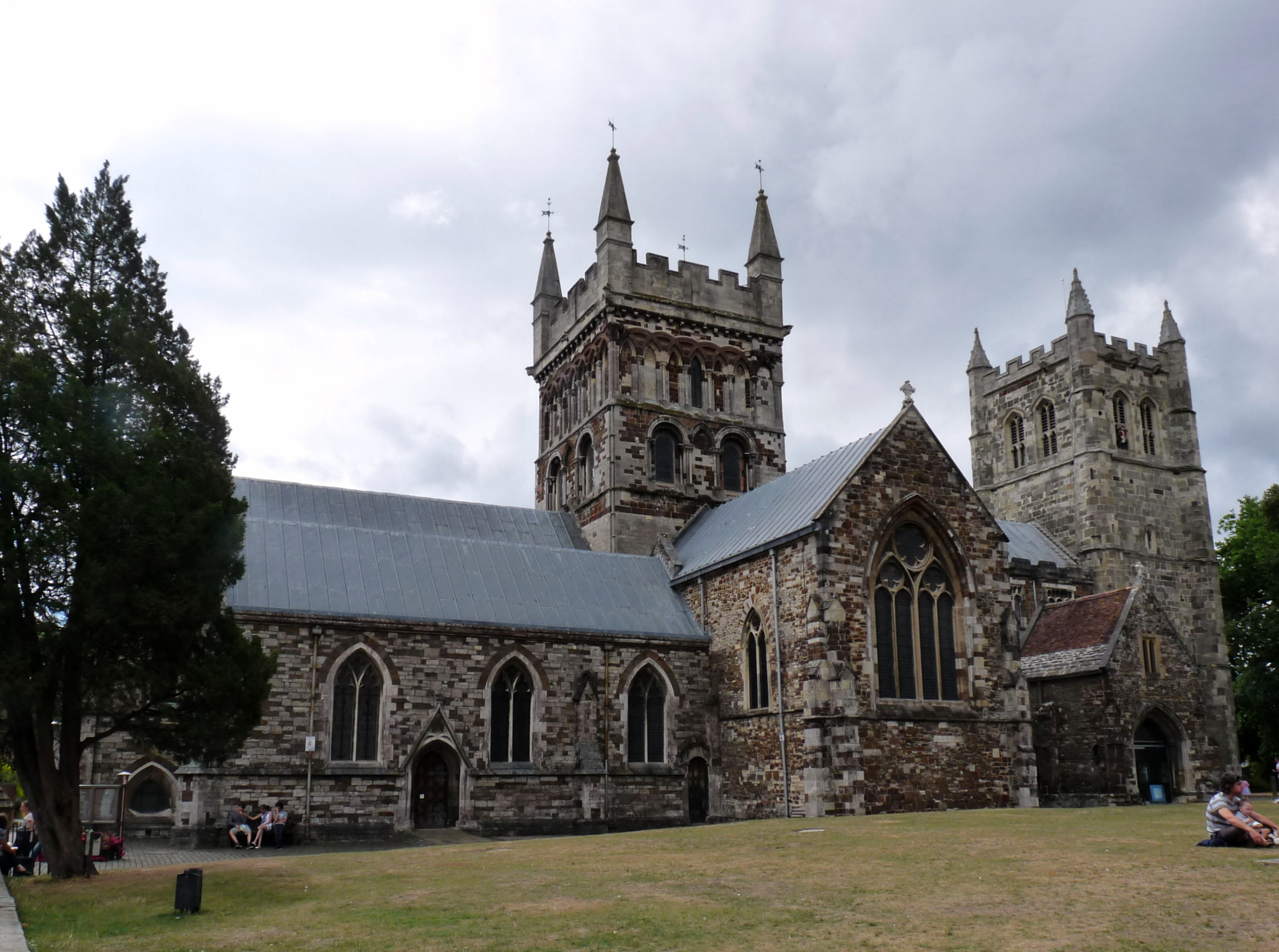
Wimborne Minster

Wimborne Minster (plaatselijk simpelweg bekend als de Minster) is de parochiekerk van Wimborne in het Engelse graafschap Dorset. De Minster werd voor het jaar 700 gebouwd en bestaat dus al meer dan 1300 jaar. 
De Minster staat bekend om zijn ongebruikelijke kettingbibliotheek (een van de slechts vier overgebleven kettingbibliotheken in de wereld). 
Wimborne Minster is de laatste rustplaats van de Angelsaksische koning Æthelred van Wessex.
Ook het echtpaar Jean Beaufort (1e graaf van Somerset) en Margaret Holland, de grootouders van moederszijde van koning Hendrik VII van Engeland, ligt er begraven in een eigen grafmonument gemaakt van albast en Purbeck-marmer.